# Стровики
Стровики (на гръцки: Στροβίκι ή Στροβίτσι) е малко село в Беотия, Централна Гърция, по пътя от Кастро към Орхоменос. Намира се северно от пресушеното езеро Копаида или Копаис, сега впадина.
Името му е със славянобългарски произход и произлиза от „остров“.